# Cnemisticta angustilobata
Cnemisticta angustilobata là loài chuồn chuồn trong họ Isostictidae. Loài này được Donnelly miêu tả khoa học đầu tiên năm 1993.